# Не Фэнчжи
Не Фэнчжи́ (кит. трад. 聶鳳智, упр. 聂凤智, пиньинь Niè Fèngzhì, 1913 −1992) — китайский военный деятель, генерал-лейтенант НОАК (1955).

## Происхождение
Родился в сентябре 1913 года в уезде Хуанъань (в 1933 году эти места вошли в состав нового уезда Лишань, в 1952 году переименованного в Дау) провинции Хубэй. По национальности — хань.

## Военная служба
В 1928 году вступил в Коммунистический союз молодёжи Китая, с января 1929 года начал службу в рядах Красной армии Китая, в 1933 году вступил в Коммунистическую партию Китая. Ещё до начала Великого похода в 25 тысяч ли дослужился до звания командира полка. Во время Великого похода в составе Красной армии Китая дошёл до северных границ провинции Шэньси, при этом получил звание командира бригады и являлся командующим военным районом Чжунхай, входившего в состав Шаньдунского военного округа.
Во время второго этапа гражданской войны в Китае служил в качестве командира дивизии и корпуса. Во время битвы за Цзинань был командующим 9-й колонной резервных сил, которая первой вступила Цзинань. В ходе сражения не выполнил приказ начальства и самовольно изменил направление главного удара войск, что способствовало общей победе в битве.
При форсировании Янцзы, командуя 20-й армией, был в числе первых пересёкших реку.
Принимал активное участие в создании ВВС НОАК. Был назначен командиром первого военного соединения ВВС НОАК — 4-й смешанной бригады, которая была создана 19 июня 1950 года.
Во время войны в Корее был исполняющим обязанности командира и командиром Китайско-корейскими объединёнными военно-воздушными силами Китайских народных добровольцев.
В январе 1955 года в сражении за острова Ицзяншань в ходе Первого кризиса в Тайваньском проливе командовал ВВС НОАК.
С апреля 1955 года по октябрь 1958 года был заместителем командующего Фучжоуским военным округом и командующим ВВС округа (в 1958 году произошёл Второй кризис Тайваньского пролива). С марта 1962 года по апрель 1968 года занимал должность заместителя командующего Нанкинским военным округом и командующим ВВС округа. В 1977—1982 годах был командующим Нанкинским военным округом.

## Политическая карьера
В 1977—1982 годы был делегатом XI съезда КПК. В ходе XII съезда КПК был избран членом Центрального консультативного комитета ЦК КПК.

## Награды
- Орден национального флага КНДР первой степени
- Орден 8-й армии НОАК второй степени (1955)
- Орден Независимости и свободы второй степени (1955)
- Орден Освобождения первой степени (1955)
- Орден Красной звезды первой степени (1988)